# Teoría evolutiva del conocimiento
Varios son los autores que establecen una analogía cercana entre el método empleado por la ciencia experimental, y el proceso de la evolución por selección natural, ya que en ambos casos se utiliza el método de ensayo y error. Incluso van más allá, por cuanto la analogía no solo se aplicaría a la ciencia, sino al propio conocimiento. De ahí el surgimiento de las teorías evolutivas del conocimiento. Konrad Lorenz expresó: “La vida es un proceso de adquisición de conocimientos”.
Mientras que la selección natural rechaza las variaciones poco favorables para la vida y acepta las que mejor se adaptan al medio, la experimentación rechaza las teorías científicas que no son compatibles con la realidad y acepta las que concuerdan cercanamente con ella.

## Karl Popper
Uno de los autores más conocidos, que adhieren a esta tendencia, es Karl Popper. Considera que la selección natural favorece a aquellos organismos que ensayan, por un medio u otro, los posibles movimientos que pueden adoptarse antes de ejecutarlos. De esa manera, la conducta real de ensayo y error puede ser reemplazada, o precedida, por una conducta de ensayo y error imaginada. Este proceso no es idéntico al enfoque científico (método de conjeturas y refutaciones), ya que en ciencia existe una actitud crítica y constructiva respecto de los errores.
Para Popper, el conocimiento científico es el resultado del desarrollo del conocimiento de sentido común, ya que el conocimiento científico es una especie de conocimiento de sentido común amplificado. El método de aprendizaje de ensayo y error –de aprender de nuestros errores- parece ser fundamentalmente el mismo, ya sea practicado por animales más o menos desarrollados, por chimpancés o por hombres de ciencia.

## W. Stanley Jevons
Ya en el siglo XIX, autores como W. Stanley Jevons plantean ideas similares. En su crítica a Francis Bacon, considera que sería un error considerar que un gran descubridor encuentra la verdad al primer intento o que tiene algún método infalible para adivinarla. Estima que es muy probable que cometa más errores una mente privilegiada que una mente menos vigorosa. La fertilidad de la imaginación y la abundancia de aproximaciones conjeturales a la verdad están entre los primeros requisitos del descubrimiento; pero las conjeturas erróneas deben ser tantas como aquellas que demuestran estar bien fundadas.

## La postura de Kant
Karl Popper señala la esencial adecuación de las ideas de Kant (en teoría del conocimiento) a la epistemología evolucionista. Tal postura puede resumirse en los siguientes tres aspectos básicos:
- La mayoría de nuestro conocimiento pormenorizado del estado momentáneo de nuestro entorno es a posteriori.
- Pero ese conocimiento a posteriori es imposible sin cierto conocimiento a priori que debemos poseer antes de que podamos adquirir conocimiento observacional o a posteriori: sin él no tiene sentido lo que nos dicen nuestros sentidos. Debemos establecer un marco global de referencia, de otro modo no existirá ningún contexto que dote de sentido a nuestras observaciones.
- Este conocimiento a priori consta, sobre todo, de conocimiento de la estructura del espacio y el tiempo (ordenamientos espacial y temporal) y de la causalidad (relaciones de causa y efecto).

Ello implica que nuestros sentidos pueden informarnos acerca del mundo real debido a que la evolución nos legó previamente de un conocimiento innato, implícito en nuestro acervo genético.